# Dušan Avsec
Dušan Avsec (* 22. Februar 1905 in Ljubljana; † 31. Oktober 1989 ebenda) war ein jugoslawischer Ingenieur der Elektrotechnik.

## Werdegang
Dušan Avsec studierte und arbeitete nach seinem Diplomabschluss an der Technischen Fakultät der Universität Ljubljana von 1933 bis 1940 an der Pariser Sorbonne. 
1939 promovierte er in Physik und wurde an der Fakultät für Elektrotechnik der Universität Ljubljana zunächst Assistenzprofessor und 1951 Professor. Ab 1953 leitete er das Institut für Technische Mechanik. 1956/57 war er Dekan der Fakultät für Ingenieurwissenschaften und 1967–1969 Dekan der Fakultät für Elektrotechnik.
In den Jahren 1970–73 war er Leiter der Abteilung für Allgemeine Elektrotechnik FE UL und in den Jahren 1963–68 und 1970–75 Leiter der Abteilung für Mathematik, Physik und Mechanik derselben Fakultät. Von 1960 bis zu seiner Pensionierung im Jahr 1976 war er außerdem Leiter des Materialforschungslabors, das am Institut für Mathematik, Physik und Mechanik der Universität Ljubljana angesiedelt war. 

## Veröffentlichungen
- Tourbillons electroconvectifs, Comptes rendus de l´Academie des Sciences de Paris (Pariz), 203, 1936, 1140–1142 (soavtor Michel Luntz).
- Quelques formes nouvelles des tourbillons electroconvectifs, Comptes rendus de l´Academie des Sciences de Paris (Pariz), 204, 1937, 757–759 (soavtor Michel Luntz).
- Tourbillons thermoconvectifs et electroconvectifs avec quelques applications a la meteorologie, Bulletin bimensuel de la Société Fraçaise de Phisique (Pariz), 6. 5. 1938, št. 418, 66S–67S.
- Travaux récent sur les tourbillons cellulaires et les tourbillons en bandes : Applications à l'astropysique et à la météorologie, Le Journal de Phisique et le Radium (Pariz), 9, 1938, št. 11, 486–500 (soavtor Henri Bénard).
- Tourbillons électroconvectifs instantanés dans une couche d'air chargée de fumée de tabac, Comptes rendus hebdomadaires des séances de l'Académie des sciences (Pariz), 209, 1939, 869–871.
- Tourbillons thermoconvectifs dans l´air.-Application a la meteorologie (Publications scientifiques et techniques du Ministere de l´Air, No. 155), Paris, 1939.
- Sur les tourbillons électroconvectifs instantanés, Comptes rendus hebdomadaires des séances de l'Académie des sciences (Pariz), 210, 1940, 76–78.
- Mehansko-tehnološke preiskave rudarskih, elektrotehniških, delavskih in motociklističnih čelad iz raznih domačih in tujih materialov: iskanje in določitev raziskovalne metode; konstrukcija aparatov za dinamične preizkuse čelad, Ljubljana, 1958 in dalje (12 parcialnih poročil, po naročilu Zavoda za zdravstven in tehnično varnost LRS).
- Nova konstrukcija merilne glave za merjenje mehanskih napetosti pri dinamični in statični obremenitvi : praktična uporaba novega instrumentarija pri preiskavi raztegljivih vrvi na dinamični udar, Zbornik del III. jugoslovanskega simpozija o električnih meritvah in merilni opremi, Ljubljana, 1966, VI-3 do VI-12 (soavtor Anton Jeglič).
- Tehnična mehanika, Ljubljana 1976, 1979 in 1984 (učbenik).[2]